# إدي جيبس
إدي جيبس (بالإنجليزية: Eddie Gibbs)‏ هو عازف جاز أمريكي، ولد في 25 ديسمبر 1908، وتوفي في 12 نوفمبر 1994.